# St. Rochus und Apollonia (Langenbieber)

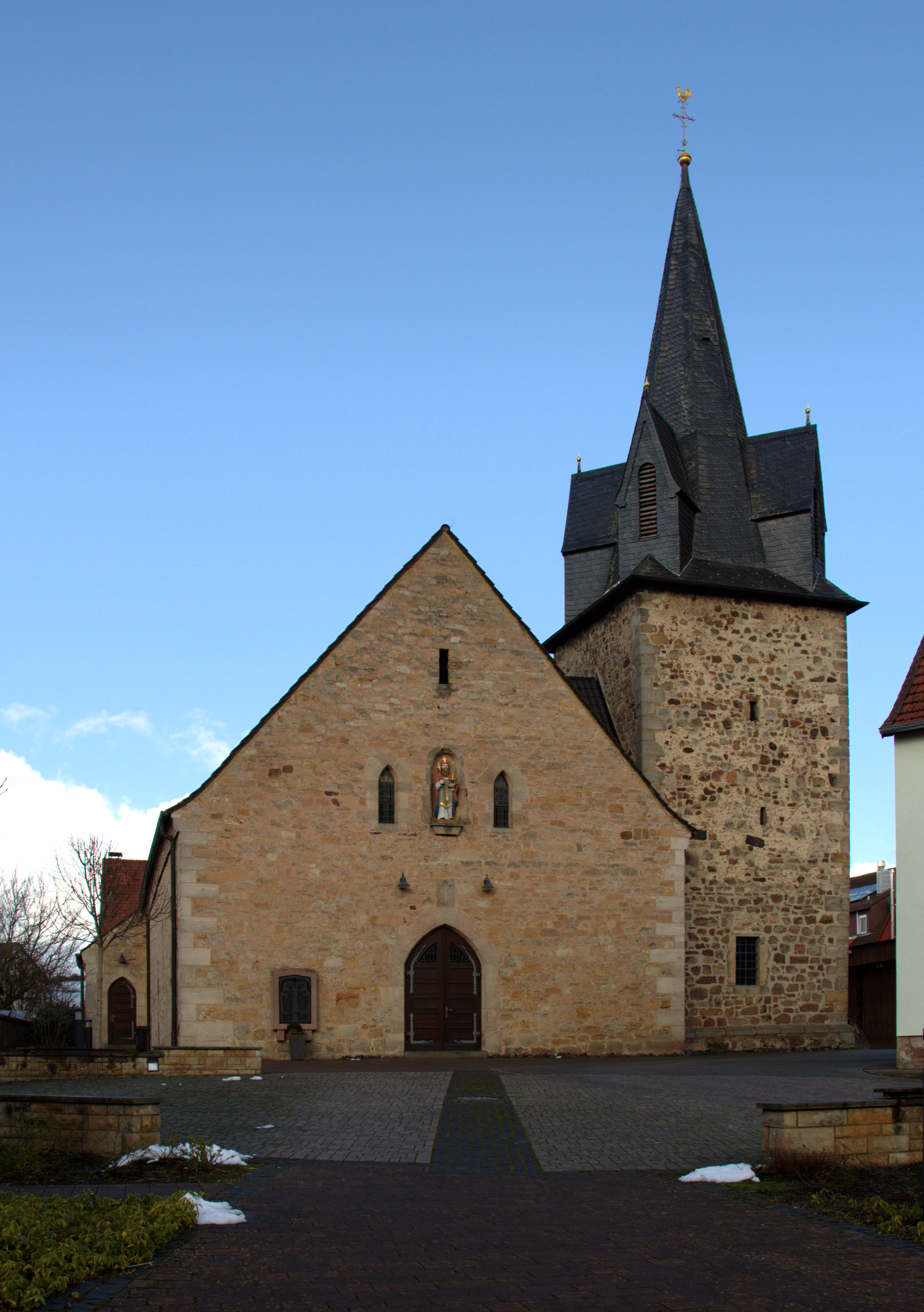
St. Rochus und Apollonia (Langenbieber)

Die römisch-katholische Filialkirche St. Rochus und Apollonia ist ein denkmalgeschütztes Kirchengebäude, in Langenbieber, einem Ortsteil von Hofbieber im Landkreis Fulda (Hessen). Sie ist Filiale der Pfarrei Heilige Schutzengel Vorderrhön im Dekanat Rhön des Bistums Fulda.

## Beschreibung
Der Chorturm aus Bruchsteinen wurde um 1500 gebaut. Er steht im Süden an der Ostseite des von Norden nach Süden orientierten Kirchenschiffs, das 1935 von Emil Hermann entworfen wurde. Sein achtseitiger, spitzer, schiefergedeckter Helm wird an den vier Ecken von Dachgauben flankiert. Der Chor ist mit einem Kreuzgratgewölbe überspannt. Die Orgel mit 15 Registern, 2 Manualen und einem Pedal wurde 2000 von Thomas Jann gebaut.